# Мисс Россия 2005
Мисс Россия 2005 — 14-й ежегодный национальный конкурс красоты Мисс Россия, финал которого состоялся 22 декабря 2005 года в Манеже. В финале конкурса приняли участие 50 участниц из разных регионов России. Победительницей конкурса стала 16-летняя представительница города Хабаровск — Александра Ивановская.

## Проведение конкурса
Конкурс красоты проводился под патронажем Министерство культуры и массовых коммуникаций Российской Федерации.
Главный режиссёр-постановщик шоу был Андрей Болтенко. Сцена была декорирована в стиле «Русских сезонов», а национальные костюмы сделаны известным стилистом Алёной Ахмадуллиной в декорациях сказок художника С.Васнецова. Выходили в образе теннисисток и нарядах от Жан-Поля Готье.
Выступали — Валерий Меладзе, Николай Басков, Максим Галкин, «Фабрика», «ВИА Гра».
Победительница конкурса получила — автомобиль, сто тысяч долларов и брилиианты.

## Результаты
Список финалисток:
| Итоговое место   | Участница                           |
| ---------------- | ----------------------------------- |
| Мисс Россия 2005 | - Хабаровск — Александра Ивановская |
| 1 Вице-Мисс      | - Новосибирск — Алла Третьякова     |
| 2 Вице-Мисс      | - Владивосток — Анна Дядечко        |

## Жюри
Состав жюри:
- Геннадий Хазанов — председатель;
- Алена Долецкая — редактор журнала «Vogue Russia»;
- Леонид Ярмольник — актёр и продюсер;
- Влад Локтев — фотограф;
- Михаил Борщевский — юрист;
- Наталья Водянова — модель;
- Екатерина Андреева — телеведущая;
- Виктор Ерофев — писатель.